# Мерфі О. Шевчук
Мерфі Орландо Шевчук (англ. Murphy Orlando Shewchuk) — канадський письменник українського походження. Колишній національний президент Канадської асоціації авторів. Зараз проживає в Мериті, Британська Колумбія.

## Життєпис
Виріс у золотодобувному містечку Пайонер Майнс у Британській Колумбії наприкінці 1950-х років. У підлітковому віці захопився інтересом до дослідження природи, фотографії та електроніки. Після служби в Королівських повітряних силах Канади на сході країни він разом із сім'єю повернувся до Британської Колумбії. Тут Мерфі отримав роботу в електроніці, а основними побічними інтересами стали письменництво та фотографія.
У 1971 році його робота привела його до Камлупса, Британська Колумбія, де він почав писати щотижневу колонку «Сцени на природі» для Kamloops Sentinel. Від колонки він перейшов до публікацій у BC Outdoors та інших журналах.
Був головним редактором 12-го та 13-го видань Посібника для канадського письменника, опублікованого Fitzhenry & Whiteside, Торонто, Онтаріо.
На додаток до інтересу до письменництва, фотографії та дослідження гір західної Канади, Шевчук був спікером на письменницьких конференціях по всій Канаді. Отримав нагороди від Канадської асоціації письменників Outdoor Writers, Northwest Outdoor Writers Association та Canadian Authors Association.
Є одним із засновників і нинішнім членом правління Музею та архіву Нікола Веллі.

## Публікації
- Дослідження країни Камлупс (1973) Дослідження місцевості в районі Камлупс.
- Хутро, золото та опали (1975) Пошук по скелях, історія та дослідження глибинки.
- Дослідження долини Нікола (1981) Путівник по Мерріту та долині Нікола.
- Карибу
- Історія Крейгмонта (1983) Історія мідної шахти середини 20 століття.
- Backroads Explorer Vol. 1: Thompson-Cariboo (1985) Літтон до Баркервіля.
- Backroads Explorer Vol. 2: Similkameen & South Okanagan (1988) Меннінг-Парк до Келоуни.
- Країна Кокігалла: путівник із відпочинку на природі (1990) Хоуп — Мерріт — Камлупс.
- Країна Оканаган: посібник із відпочинку на природі. (1992) Osoyoos to the Shuswap.
- Країна Кокігалла: Путівник по Північним Каскадним горам і долині Нікола (Повне оновлення — 1997).
- Okanagan Trips & Trails: A Guide to Backroads and Hiking Trails in BC's Okanagan-Similkameen Region (у співавторстві з Джуді Стівз у 1999 році).